# Crudia speciosa
Crudia speciosa är en ärtväxtart som beskrevs av David Prain. Crudia speciosa ingår i släktet Crudia, och familjen ärtväxter. Inga underarter finns listade i Catalogue of Life.